# Entada polystachya
Espèce
Classification phylogénétique
Synonymes
Selon GBIF (30 juin 2022) :
- Acacia caudata DC.
- Acacia secundiflora Juss.
- Acacia secundiflora Juss. ex DC.
- Adenanthera bonplandiana Kunth
- Adenopodia polystachya (L.) J.R.Dixon
- Adenopodia polystachya (L.) J.R.Dixon ex Croat
- Desmanthus caudatus (Vahl) Steud.
- Entada acaciifolia Benth.
- Entada chiliantha DC.
- Entada plumeri Spreng.
- Entada plumieri Spreng.
- Entada polystachya var. polystachya (L.) DC.
- Entadopsis polystachya (L.) Britton
- Inga polystachya (L.) Scop.
- Mimosa bipinnata Aubl.
- Mimosa caudata Vahl
- Mimosa chiliantha G.Mey.
- Mimosa polystachya L. - Basionyme
- Prosopis bonplandiana Spreng.
- Pusaetha acaciifolia (Benth.) Kuntze
- Pusaetha entada Kuntze

Entada polystachya est une espèce de plantes à fleurs de la famille des Fabaceae, sous-famille des Mimosoideae (anciennement des Mimosaceae). C'est une liane néotropicale.
On l'appelle Liane à agoutis, Manioc-Lachapelle aux Antilles, et sous les noms de Kusi'u luway, Ɨpo ɨyu'i, Ɨpo sãwõ (Wayãpi), Kumak (Palikur, nom partagé avec une Asclepiadaceae lianescente), Cipó-escova, Jipioca (Portugais du Brésil), Yuwana-hi (Arawak), Sipoki (Kali'na) en Guyane.

## Description

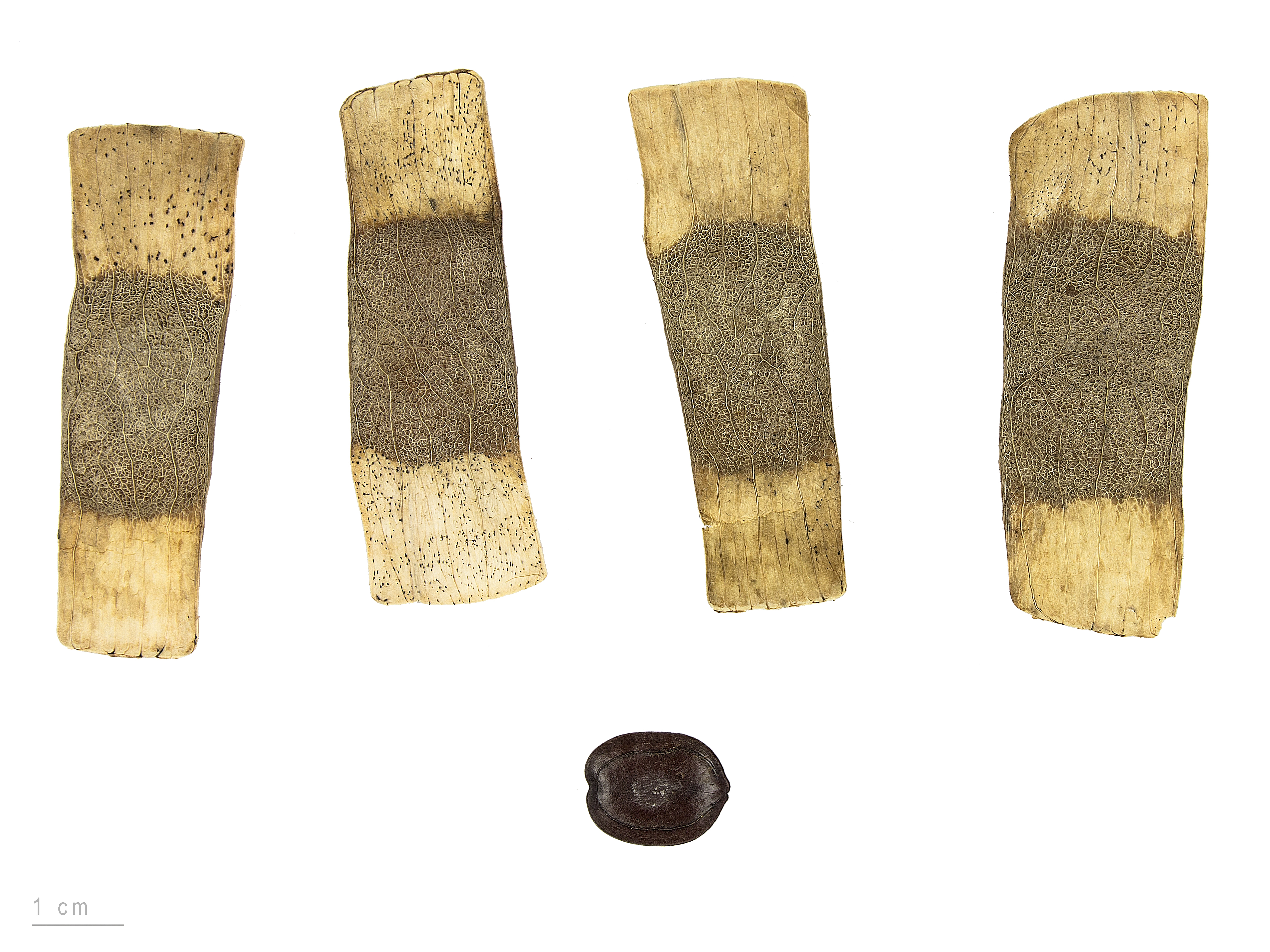
Articles du fruit et graines d’Entada polystachya au Muséum de Toulouse.

Entada polystachya est une liane ligneuse ou un arbuste sarmenteux atteignant 10 m de haut ou plus, à rameaux glabres, grimpant grâce à des pousses volubiles, ses rameaux et ses feuilles réfléchies ou transformées en vrilles.
Les rameaux sont ronds, lisses, inermes.
Les tiges âgées sont rondes, de taille moyenne, atteignant jusqu'à ± 5 cm de diamètre, à bois blanc tendre.
Ses feuilles sont alternes, composées, bipennées dépourvues de glandes foliaires, avec 2–8 paires de pennes opposées (les pennes supérieures sont parfois transformées en longues vrilles).
Le pétiole et le rachis sont ensemble longs de 15 à 20 cm.
Les pennes les plus longues comptent (6)12–20 paires de folioles opposées, de forme oblongue, obtuse ou émarginée, glabres ou légèrement villeuses en-dessous.
Le connectif des anthères est charnu, et environ aussi large que les anthères.
Les inflorescences terminales, en forme de balai, souvent pendantes, sont des épis longs de 5 à 7,5 cm, assemblés en une panicule longue de 30 à 60 cm, avec des rameaux inférieurs non sous-tendus par des feuilles.
Les fleurs minuscules, denses, très parfumées, sont en 5 parties, de couleur blanche virant au jaunâtre ou au brun rougeâtre, et attrayantes pour les fourmis. 
Le calice est long de 0,5 mm, fusionné et en forme de cloche.
La corolle est longue de 2 mm, à pétales plus ou moins libres.
Les 10 étamines sont libres, dépassant à peine de la bouche de la corolle, à peine exsertes.
La gousse lomentacée est sub-coriace, large et plate, mesurant 30-45 cm de long, pour 5-10 cm de large, droite ou plus ou moins courbée, tendre et fine à ligneuse avec des marges épaissies et persistantes, resserrée à intervalles réguliers, se brisant horizontalement en segments contenant 1 graine (articles). Les graines sont rondes et épaisses,,.

### Taxons infra-spécifiques
Certains auteurs reconnaissent deux variétés au sein d’Entada polystachya :
- Entada polystachya var. polyphylla (Benth.) Barneby se distingue par ses feuilles bien développées comptant 4-8 paires de pennes à 12-20 paires de folioles qui mesurent 11-23 x 3-8 mm pour les plus grandes[9].

Il s'agit d'un petit arbre, ou d'arbuste sarmenteux, ou de liane ligneuse, inerme, haute de 3 à 10 m avec des tiges âgées glabrées et cylindriques, à rameaux pubérulentes ou pileuses à poils gris glauque.

Les feuilles sont alternes, bipennées, à folioles bicolores (vert foncé et soit ternes devenant lustrées, ou glabres à pubérulentes sur la face supérieure, plus pâle et toujours pubérulente ou pilosuleuse en-dessous).
On compte 4-6(8) paires de pennes longues de 15-25 cm ; celles médianes (habituellement les plus longues) ont un rachis mesurant (4)5-9 cm (pulvinus compris), et celles distales sont parfois modifiées en une vrille ligneuse.
Chaque penne porte (10)15-20(40) paires de folioles sessiles, pubérulentes apprimées abaxialement, de forme oblongue, à apex obtus ou émarginé, à base anguleuse obtuse, obtuse ou plus souvent tronqués-émarginés, atténuée à arrondie, mesurant (8)l0-15(16) x 2-4 mm (11-22(23) x 3-7(8) mm pour les plus grandes), à pétiole et rachiles pubérulents.
La nervation est pennée, à nervure médiane droite, presque centrée, saillante dorsalement, avec des nervure secondaires et autres peu marquées ou imprimées. 
Les stipules sont subulées, fugaces, mesurant 0,5-1,5 mm. 
Les pétioles mesurent (6,5)8-18 cm.

L'inflorescence est un pseudo-racème paniculaires terminal, défolié, massif, composé de racèmes spiciformes, brunâtres, denses, long de 20 à 25 cm, à grappes subsessiles, solitaires ou géminées (l'axe mesurant (3)3,5-8(9) cm), comportant 40-50 épis et plus, multiflores, pendants, chacun longs de (4)5 à 10 cm, souvent groupés par 2 sur le rachis primaire épais, long de 10-35(45) cm.
Les bractées sont caduques, mesurant 0,6-1 mm, de forme étroitement ovale ou subulée.
Les pédicelles sont longs de 0,15-0,3 mm.

Les fleurs sont petites, subsessiles, jaunâtres, fortement parfumées, s'étalant horizontalement sur des pédicelles sombres.
Le périanthe est glabre.
Le calice est minutieusement pubérulent, long de 0,6-1,1 mm, à dents déprimées-delta ne dépassant pas 0,2 mm, légèrement turbiné-campanulé, à 5 nervures.
Les pétales sont blancs, jaunâtres, (jaune vif ?), devenant brunnescents au séchage, dressés, longs de 2-2,6 mm.
Les étamines sont blanches, exsertes, à filets blancs, longs (2,6)3-4,7 mm.
L'ovaire est sessile, glabre, à style à peu près aussi long que les étamines.

Les fruits sont des gousses coriaces, très plates, papyracée, mesurant jusqu'à (25)30-40(45) x (4)5-7(8) x 0,2 cm, de forme quasi-droite, à profil large-linéaire, un peu rétrécies à intervalles réguliers, articulé, à stipe jusqu'à 2,5 cm de long, à suture dorsale fortement épaissie (particulièrement proche de la base), et à suture ventrale obscurément épaissie, à articles transversaux papyracés étroits-oblongs, larges de 13-27(30) mm, contenant environ 10-16 graines.
L'exocarpe est fin glabre, s'exfoliant à maturité,,,,.
- Entada polystachya var. polystachya, se distingue par ses feuilles bien développées comptant 3-5 paires de pennes à (6)7-11(12) paires de folioles qui mesurent 25-50 x 9-17 mm pour les plus grandes[9].

Cet arbre, arbuste, buissons, ou liane ligneuse à rameaux glabres, fleurit parfois à 1,5-2 m mais parfois sarmenteux grimpant sur le couvert forestier et pouvant atteindre jusqu'à 20 m.
Les jeunes pousses et axe primaire de l'inflorescence sont pileux ou pubérulents.

Les feuilles sont bipennées, bicolores (folioles généralement vert vif et glabres sur la face supérieure, plus pâle et pileuse au moins le long de la nervure médiane sur la face inférieure).
Les stipules sont subulées, inférieures à 1,5 mm, caduques.
Les pétioles sont longs de (8)10-11 cm.
Les (2)3-5(6) paires de pennes, avec des rachis (pulvinus compris) mesurant jusqu'à (5)6,5-13,5(20) cm (les plus éloignées peuvent être modifiées en vrille).
Les pennes les plus longues portent (6)7-11 (12) paires de folioles, de forme oblongue, à base très inéquilatérale, à apex obtus ou légèrement émarginé, mesurant (20)25-50 x (8)9-17 mm pour les plus longues.
La nervation est pennée, à nervure médiane droite subcentrique, proéminente en dessous, et à nervure secondaires proéminentes au dessus seulement chez les jeunes, imprimées dans les limbes matures.

L'inflorescence est terminale, longue de 30 à 60 cm.
L'axe primaire du pseudo-racème est long de (10)15-35 cm, celui des racèmes principalement géminés 5,5-11 cm.
Les bractées sont caduques, membraneuses, de forme ovale ou lancéolée.
Les pédicelles sont persistants, nigrescents, longs de (0,1)0,15-0.2.5 mm.
Les épis floraux sont nombreux, densément fleuris, à axes pileux à glabre, longs de 5 à 7,5(8) cm.

Les fleurs sont généralement petites, glabres (calice parfois pubérulent).
Le calice est hémisphérique ou légèrement turbiné-campanulé, long de (0,5)1,1-1,5 mm, à dents déprimées-deltatées longues de 0,15-0,4 mm.
Les pétales longs de (2)2,8-3,7 mm, sont de couleur blanche à l'anthèse, jaunâtres à rougeâtres, devenant brun-rouge avec l'âge, et noircissant au séchage.
Les étamines sont à peine exsertes.
Les filets déployés sont longs de 4-5,6 mm, blancs.
L'ovaire est sessile, glabre.
Le style est presque aussi long que les filets. 

Le fruit est une gousse subcoriace, allongée, plate, de couleur vert clair luisante lorsqu'elle est jeune, à marges vert olive à brun clair, devenant brun rougeâtre à maturité, de forme étroitement oblongue, droite ou légèrement incurvée, de profil linéaire, mesurant 21-35(45) x (5)5,5-8(10) x 0,2 cm lorsqu'elle est bien fécondée, à la base contractée en un stipe robuste long de (1,2)1,5 à 2,5(3) cm, à apex arrondi, à suture dorsale fortement épaissie (particulièrement proche de la base), et à suture ventrale légèrement épaissie, contenant (l2)l3-17 graines.
L'exocarpe est brillant, de couleur brun foncé, s'écaillant finalement en flocons.
L'endocarpe est de couleur brun pâle, se brisant en segments papyracés, graines ailé et orbiculaire, large de (11)12-27 mm, indéhiscents, contenant chacun une graine de forme étroite-oblongue,,,,.

## Répartition
On rencontre Entada polystachya en Amérique centrale depuis l'Ouest du Mexique, sur Hispaniola, Porto Rico, les Petites Antilles, et l'Amérique du Sud tropicale : Colombie, Venezuela (nord du Bolívar : berges de l'Orénoque, en aval du Río Parhueña), Guyana, Suriname, Guyane, Brésil, Équateur, Pérou, Bolivie.
- Entada polystachya var. polyphylla (Benth.) Barneby est présent à Porto Rico[12], et répandue dans le nord de l'Amazonie, distribué de façon discontinue à travers le bassin amazonien depuis l'Équateur jusqu'au nord-est de la Bolivie, le Brésil (Mato Grosso, Pará et Amapá) et les Guyanes,
- Entada polystachya var. polystachya est répandu dans les néotropiques, en Amérique centrale, depuis le Mexique, en passant par les Antilles jusqu'à Hispaniola, au nord de la Colombie, au Venezuela (vallée de l'Orénoque) et à Trinidad-et-Tobago, et largement dispersés en Amérique du sud tropicale (Pérou amazonien, Brésil, Bolivie, basses terres des Guyanes)[9].

## Écologie
Entada polystachya est un liane, un arbuste ou un petit arbre poussant dans les Guyanes en forêt riveraine, lisières forestières, zones côtières, sur les crêtes et le long des deltas fluviaux, au Venezuela autour de 50–100 m dans les forêts sempervirentes de basse altitude, généralement le long des berges des rivières.
Dans le genre Entada, les graines sont diséminées par l'eau et de façon explosive.
En Guyane Entada polystachya est une liane ripicole, de végétation secondaire, et des fourrés littoraux sur cordon dunaire et côtes rocheuses, qui fleurit et fructifie toute l'année.
Ses jeunes graines sont prédatées par une chenille en Amérique centrale.
- Entada polystachya var. polyphylla (Benth.) Barneby est plutôt rare, poussant dans les forêts riveraines et lisières forestières, couvertes ou non[6], les bois perturbés et les lisières ou dans les chablis, le plus souvent au-dessous de 300 m mais en remontant jusqu'à ± 1 000 m en Équateur. Il fleurit presque tout au long de l'année, dans les Guyanes, et est plus prolifique d'octobre à février[9],

- Entada polystachya var. polystachya pousse communément en zone côtière, sur les crêtes et le long des deltas[6], dans les fourrés marécageux, sur les berges des rivières, dans la forêt-galerie, au bord des mangroves, dans les écotones forêt-savane inondées de façon saisonnière, et localement dans les hautes terres broussailleuses et boisées, principalement en dessous de 300 m (jusqu'à 1 000 m dans la forêt pluviale d'Amérique centrale. Il fleurit en avril-décembre dans les Guyanes, mais parfois de façon intermittente tout au long de l'année[9].

## Utilisations
En Guyane, les Palikur soignent l'acné et les taches du visage (particulièrement lors de la grossesse) avec un masque de beauté d'amidon issu des racines tubérisées riches en polysaccharides d’Entada polystachya (à rapprocher d'un usage proche sur les blessures et les ulcères en Amazonie).
La racine battue et diluée dans l'eau est employée comme savon chez les Wayãpi de Guyane, et comme shampooing anti-pelliculaire dans le bas Amazone,.
Les Tikuna du haut Amazone traitent la catarrhe par des gargarismes de décoction de graines.
On a isolé dans les feuilles d’Entada polystachya la polystachyasaponine, une saponine triterpénoïde complexe à activité hémolytique, qui présente un potentiel adjuvant sur la réponse immunitaire cellulaire contre l'antigène de l'ovalbumine.
Les tiges soulagent les douleurs menstruelles à Trinidad et Tobago.
La racine d’Entada polystachya est utilisée dans le traitement des maladies vénériennes et comme diurétique.
Les graines d’Entada polystachya ont fait l'objet d'analyse chimique.
Entada polystachya présente un potentiel insecticide de par un acide aminé qu'il produit.